# Levitação magnética

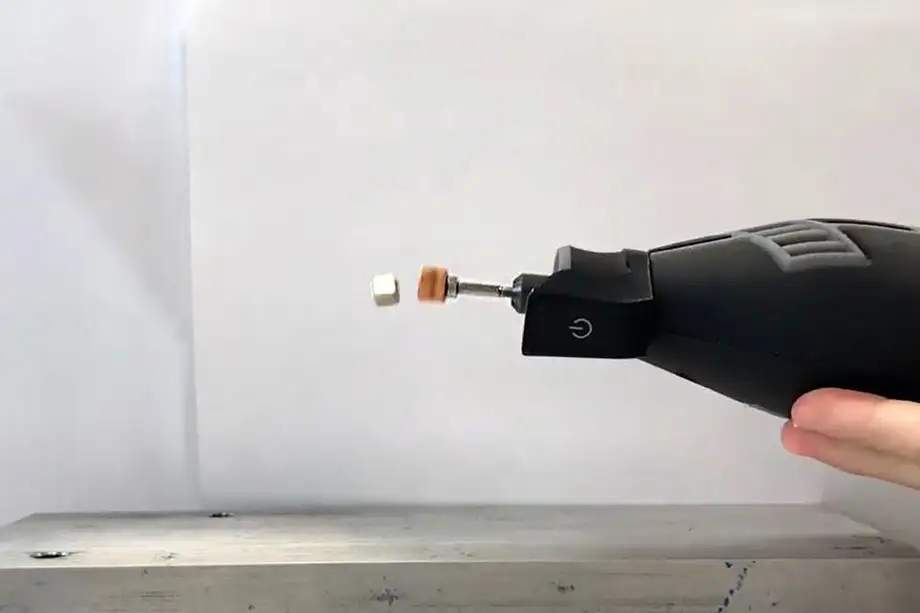
Um experimento com componentes comuns usa um ímã colado na ponta de uma ferramenta rotativa multifuncional. Sua rotação faz com que um segundo ímã levite a alguns milímetros de distância do primeiro.

Levitação magnética, maglev (do inglês magnetic levitation) ou suspensão magnética é um método pelo qual um objeto é suspenso sem um suporte, apenas com o uso de campos magnéticos. Força magnética é usada para neutralizar os efeitos da aceleração gravitacional e quaisquer outras acelerações. 
As duas questões principais envolvidas na levitação magnética são força de elevação: fornecendo uma força ascendente suficiente para neutralizar a gravidade, e estabilidade: assegurando que o sistema não deslize espontaneamente ou vire para uma configuração na qual a elevação é neutralizada.
Levitação magnética é usada para trens maglev, rolamentos magnéticos e para fins de exibição de produtos.

## Sustentação

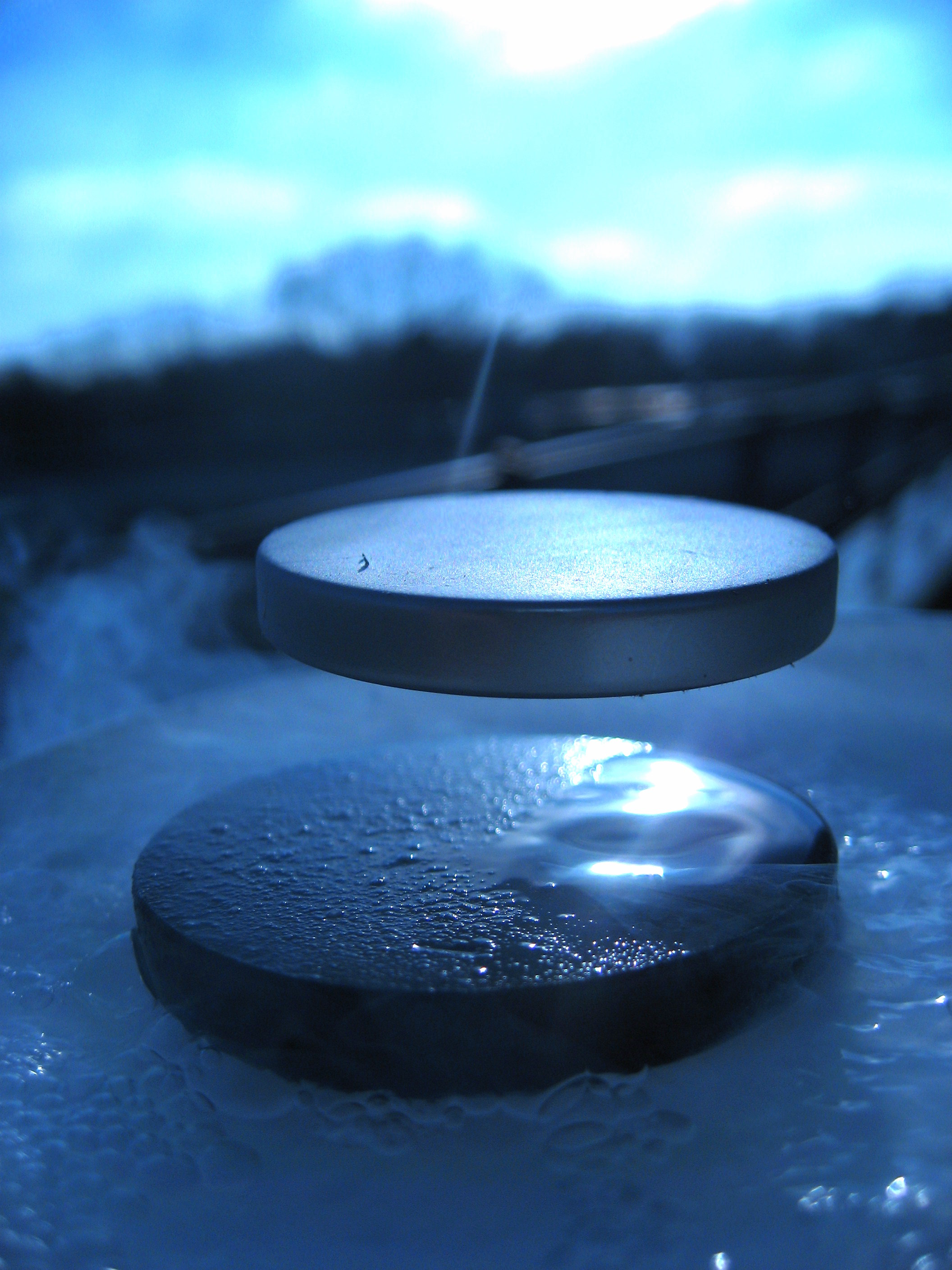
Um supercondutor levitando um ímã permanente.

Materiais e sistemas magnéticos são hábeis para atrair ou pressionar outros para além ou em conjunto com uma força dependente da intensidade do campo magnético e da área dos magnetos. Como exemplo, o mais simples levitador seria um simples dipolo magnético posicionado dentro do campo magnético de um outro dipolo magnético, orientados pelos pólos, virados um para o outro, de modo que a força entre os magnetos repele os dois magnetos.